# ترافيلرز
شركة ترافيلرز كومبانيز. ، المعروفة باسم ترافيلرز ، هي شركة تأمين أمريكية. وهي ثاني أكبر شركة تسجيل للتأمين على الممتلكات التجارية في الولايات المتحدة، وسادس أكبر شركة كاتبة للتأمين الشخصي في الولايات المتحدة من خلال وكلاء مستقلين.[بحاجة لمصدر] تأسست شركة ترافيلرز في ولاية مينيسوتا، ومقرها الرئيسي في مدينة نيويورك ، وأكبر مكتب لها في هارتفورد، كونيتيكت . لقد كان أحد مكونات مؤشر داو جونز الصناعي منذ 8 يونيو 2009.
لدى الشركة مكاتب ميدانية في كل ولاية أمريكية، بالإضافة إلى عمليات في المملكة المتحدة ، وأيرلندا ، وسنغافورة ، والصين ، وكندا ، والبرازيل . احتلت شركة ترافيلرز المرتبة 98 في قائمة فورتشين 500 لعام 2021 لأكبر الشركات في الولايات المتحدة بإجمالي إيرادات بلغت 32 مليار دولار.

## تاريخ الشركة

أعلى : شعار المظلة المألوف للمسافرين، والذي تم استخدامه حتى انقسامه من مجموعة سيتي جروب. أسفل : الشعار الذي استخدمه شركة سانت. باول قبل الاندماج مع ترافيلرز.

الشركات الرئيسية السابقة لشركة ذا ترافيلرز كومبانيز. هي شركة سانت. باول كومبانيز وشركة ترافيلرز لتأمين الممتلكات والحوادث.
تأسست شركة شركة سانت بول للتأمين ضد الحرائق والتأمين البحري في 5 مارس 1853 في سانت بول بولاية مينيسوتا، لخدمة العملاء المحليين بدلاً من انتظار مدفوعات المطالبات من شركات التأمين على الساحل الشرقي . لقد نجت بالكاد من ذعر عام 1857 من خلال تقليص عملياتها بشكل كبير وإعادة تنظيم نفسها لاحقًا في شركة مساهمة (على عكس شركة متبادلة ). ثم قامت بنشر عملياتها في جميع أنحاء البلاد.
في عام 1998 ، استحوذت على يو أس أف &amp;جي ، المعروفة سابقاً باسم شركة الولايات المتحدة الأمنية والضمانية ، وهي شركة تأمين مقرها في بالتيمور ، ماريلاند ، مقابل 3.9 مليار دولار من الأسهم وتحملت ديون. باشتري يو أس أف &amp;جي ، ذهبوا من 13 إلى ثمانية أكبر شركة تأمين العقارات والكوارث في الولايات المتحدة. من خلال اقتصادات النطاق بين الشركتين ، وبيئة أعمال صعبة ، قللوا من حجم الشركة بشكل كبير خلال السنوات المقبلة من خلال بيع بعض وحدات الأعمال للتركيز على وحدات الأعلام الأكثر ربحًا.
تأسست شركة التأمين ذا ترافيلرز كومبانيز في هارتفورد على يد جيمس جي باترسون، وهو مقاول حجري  والذي أصبح على دراية لأول مرة بتأمين الحوادث للمسافرين (أي شكل مبكر من أشكال تأمين السفر ) أثناء السفر في إنجلترا عام 1859 من ليمينجتون إلى لندن. تضمنت تذكرة السكة الحديدية الخاصة به تغطية تأمينية ضد الوفاة العرضية تصل إلى مبلغ 1000 جنيه إسترليني، وتعويضات أقل للإصابات غير المميتة. قام باترسون بزيارة مكاتب شركات التأمين الأوروبية في لندن وباريس للتعرف على أعمال التأمين ضد الحوادث، ثم عاد إلى منزله في هارتفورد وجمع 500 ألف دولار كرأس مال لإطلاق شركة لتوفير التأمين ضد الحوادث للمسافرين الأمريكيين.
حصلت الشركة على ميثاقها الرسمي في 17 يونيو 1863. لم تصدر الشركة أول وثيقة تأمين منتظمة لها حتى الخامس من أبريل عام 1864، ولكنها دخلت بشكل غير رسمي في أول اتفاقية تأمين لها قبل شهر من ذلك. في الأول من مارس عام 1864، سأل المصرفي المحلي جيمس بولتر مازحًا باترسون عن المبلغ الذي سيكلفه تأمينه بما يصل إلى 5000 دولار في حالة الوفاة العرضية أثناء الرحلة من مكتب البريد إلى منزله. أجاب باترسون، "سنتان"، فقدّمهما بولتر على الفور؛ وقد احتفظ المسافرون بهذه العملات منذ ذلك الحين. كان شعار الشركة الأصلي عبارة عن درع فارس صفيح . ظهرت المظلة الحمراء لأول مرة في إعلانات شركة ترافيلرز في وقت مبكر من عام 1870، ولكن في ذلك الوقت لم تكن الشعار الرسمي بعد. قامت الشركة بتغيير شعارها الرسمي من درع إلى برج ذا ترافيلرز في عام 1920، ثم استبدلته بالمظلة الحمراء في عام 1959.
خلال القرن العشرين، كانت شركة ترافيلرز مسؤولة عن العديد من المبادرات الأولى في صناعة التأمين، بما في ذلك أول بوليصة تأمين على السيارات (1897)، وأول بوليصة تأمين على السفر الجوي (1919)، وأول بوليصة تأمين على السفر إلى الفضاء (أواخر الستينيات، لرواد الفضاء في برنامج أبولو ). في عام 1954، أنشأت الشركة أول منشأة خاصة لأبحاث الطقس في العالم، وهي مركز أبحاث الطقس للمسافرين ، وهي أول منظمة تقوم بالتنبؤ بالطقس باستخدام الاحتمالات ("احتمالية هطول الأمطار بنسبة 20%").
بحلول أوائل تسعينيات القرن العشرين، أصبحت شركة ترافيلرز شركة تأمين عامة للممتلكات والحوادث بشكل أساسي، وكانت تقوم أيضًا ببعض أعمال التأمين على السفر، وفي فبراير 1994، خرجت ترافيلرز بهدوء من أعمالها الأصلية في مجال التأمين على السفر من خلال بيع الوحدة إلى أحد المديرين التنفيذيين المتقاعدين في ترافيلرز. الشركة الناتجة تُعرف الآن باسم ترافيل المؤمن الدولي، وهي شركة تابعة لشركة فيرفاكس المالية .

شعار المسافرين، تقريبًا. 1993

في تسعينيات القرن العشرين، شهدت شركة ترافيلرز سلسلة من عمليات الدمج والاستحواذ. تم شراؤها من قبل شركة بريميريكا في ديسمبر 1993، لكن الشركة الناتجة احتفظت باسم ذا ترافيلرز. في عام 1995 أصبحت ذا ترافيلرز جروب . اشترت شركة ايتينا أعمال الممتلكات والحوادث في عام 1996.
في أبريل 1998، اندمجت ذا ترافيلرز جروب مع سيتي كورب لتشكيل سيتي جروب . ومع ذلك، فإن التآزر بين الذراعين المصرفي والتأميني للشركة لم ينجح كما هو مخطط له، لذلك قامت مجموعة سيتي جروب بتقسيم شركة ترافيلرز للممتلكات والخسائر إلى شركة تابعة في عام 2002،  على الرغم من أنها احتفظت بشعار المظلة الحمراء. بعد مرور ثلاث سنوات، باعت مجموعة سيتي جروب شركة ترافيلرز للحياة & والأقساط إلى شركة متلايف . في عام 2003، اشترت شركة ترافيلرز حقوق التجديد لشركات التأمين الشخصي والتجارية التابعة لشركة رويال & صن أليانس.
في عام 2004، اندمجت شركتا سانت بول وترافيلز وأطلقتا على نفسيهما اسم سانت بول ترافيلرز ، ومقرها الرئيسي في سانت بول، مينيسوتا. وفي أغسطس/آب من ذلك العام، وجهت إليها تهمة الإدلاء بتصريحات مضللة فيما يتصل بالاندماج. على الرغم من التأكيدات العديدة من الرئيس التنفيذي جاي فيشمان بأن الشركة التي تم تشكيلها حديثًا ستحتفظ باسم سانت بول، إلا أن الاسم المؤسسي لم يستمر إلا حتى عام 2007، عندما أعادت الشركة شراء حقوق شعار المظلة الحمراء الشهير من مجموعة سيتي جروب وأعادت تبنيه كرمز مؤسسي رئيسي لها، بينما غيرت أيضًا الاسم المؤسسي إلى ذا ترافيلرز كومبانز . في عام 2009، صنفت شركة ترافيلرز مكتبها في مدينة نيويورك كمقر رئيسي لها لأغراض قانونية، ولكن من الناحية العملية، تعتبر الشركة أن "مكاتبها التنفيذية" تقع في مدينة نيويورك، وهارتفورد، وسانت بول، حيث تعد هارتفورد أكبر هذه المكاتب على الإطلاق.
العديد من شركات أسلاف المسافرين ، مثل سانت بول و يو أس أف & جي ، لا تزال تقنية اليوم ، ولا تزال تكتب سياسات وتقبل المطالبات باسمها (تحت اسم العلامة التجارية ترافليرز). كما هو نموذج معظم شركات التأمين في الولايات المتحدة لم يدمّر ترافليرز الشركات المختلفة التي استحوذ عليها، بل جعلها مجرد شركات تابعة مملوكة بالكامل وتدرب موظفيها على العمل نيابة عن تلك الشركات. هذه استراتيجية مشتركة لإدارة المخاطر تستخدم من قبل مجموعات التأمين الأمريكية. إذا أصابت شركة واحدة في المجموعة بأكثر من عدد ممكن من المطالبات، يمكن أن يتم احتواء الوضع بسهولة على تلك الشركة الواحدة (التي يتم وضعها في مرحلة التدفق والتي تسمح لها بتشغيل سياساتها حتى الانتهاء) ، في حين أن بقية المجموعة تستمر في العمل بشكل طبيعي.
في نوفمبر 2010، دخلت شركة ترافيلرز في اتفاقية مشروع مشترك تستثمر الشركة بموجبها في شركة جيه. مالوسيلي للمقتنيات في التأمين وإعادة التأمين أس. أيه، الشركة الرائدة في سوق أعمال التأمين على الضمانات في البرازيل. تم إغلاق الصفقة في يونيو 2011 مع استحواذ شركة ترافيلرز على حصة بنسبة 43.4 بالمائة. أدى استثمار المسافرين في الأسهم المصدرة حديثًا إلى زيادة رأس مال جيه. مالوسيلي بشكل كبير، مما وضعها في وضع يسمح لها بتحقيق نمو كبير في البرازيل. في ذلك الوقت، كان لدى شركة ترافيلرز خيار زيادة استثماراتها للاحتفاظ بحصة قدرها 49.5 بالمائة، وهو ما فعلته الشركة لاحقًا في عام 2012.
في يونيو 2013، أعلنت شركة ترافيلرز عن استحواذها على شركة دومينيون كندا للتأمين العام من شركة إل فاينانشال كوربوريشن المحدودة(TSX: ELF). وأغلقت الصفقة لاحقًا في نوفمبر 2013. تظل المنظمة المشتركة، التي يشار إليها باسم ترافيلرز كندا ، مقرها الرئيسي في تورنتو .
أتمت الشركة، من خلال مشروعها المشترك مع جيه. مالوسيلي في البرازيل، الاستحواذ على حصة الأغلبية في شركة كاردينال للتأمين، وهي شركة ناشئة في كولومبيا تقدم خدمات الضمان في سبتمبر 2015. تعمل الشركة، التي يوجد مقرها في بوغوتا ، تحت الاسم التجاري المشترك جيه. مالوسيلي ترافيلرز.
في أكتوبر 2015، استحوذت شركة ذا ترافيلرز على حصة الأغلبية في أعمال التأمين على الممتلكات والحوادث في مشروعها المشترك جيه. مالوسيلي في البرازيل. بدأت شركة جيه. مالوسيلي في كتابة أعمال التأمين على الممتلكات والإصابات في عام 2012. تعمل أعمال التأمين على الممتلكات والمسؤولية العامة تحت العلامة التجارية ذا ترافيلرز وتركز على منتجات التأمين على الممتلكات والمسؤولية العامة والبناء والمالية. يقع مقر الشركة في ساو باولو.

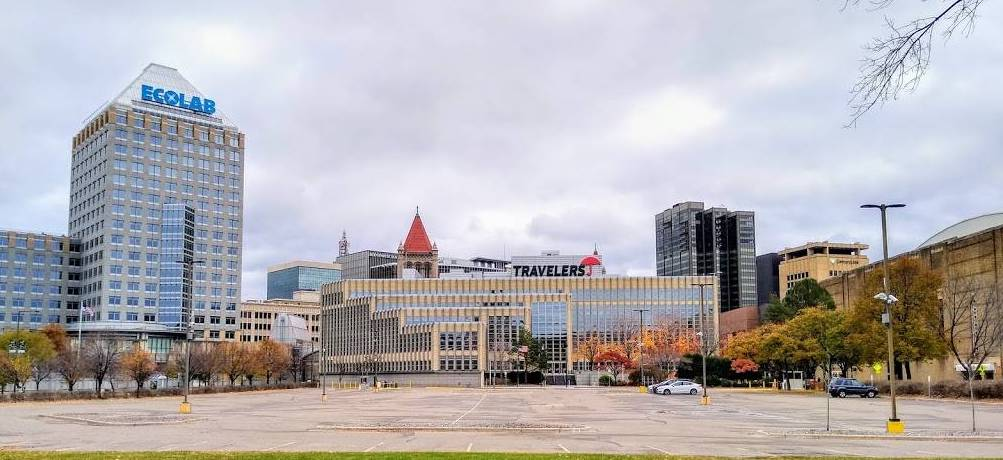
مكتب المسافرين في سانت بول، مينيسوتا

ونتيجة لهذه الصفقة، أصبحت شركة ذا ترافيلرز كومبانيز تمتلك الآن 95% من أعمال التأمين على الممتلكات والحوادث، مع احتفاظ بارانا بانكو، الشركة الأم لشركة جيه. مالوسيلي، بحصة قدرها 5%. تظل حصة المسافرين في أعمال الضمان في مشروع جيه. مالوسيلي المشترك عند 49.5 بالمائة.
في مارس 2017، وافقت شركة ذا ترافيلرز كومبانيز على الاستحواذ على شركة سيمبلي بيزنس التي يقع مقرها في المملكة المتحدة من شركة أكويلاين كابيتال بارتنرز مقابل ما يقرب من 490 مليون دولار. شركة سيمبلي بيزنس هي الموزع الرائد في المملكة المتحدة لسياسات التأمين للشركات الصغيرة، وتقدم المنتجات عبر الإنترنت نيابة عن مجموعة واسعة من شركات التأمين. تضم الشركة أكثر من 425 ألف عميل من الشركات الصغيرة والمتوسطة الحجم تغطي أكثر من 1000 فئة من الأعمال، وقد تم اختيارها كـ "أفضل شركة للعمل بها" من قبل صحيفة صنداي تايمز في عامي 2015 و2016. وتضيف هذه الصفقة إلى القدرات الرقمية للمسافرين.
في عام 2018، احتلت شركة ذا ترافيلرز كومبانيز المرتبة 106 في قائمة فورتشين 500 لأكبر الشركات الأمريكية. في 8 يونيو 2009، حلت شركة ترافيلرز محل شركتها الأم السابقة سيتي جروب في مؤشر داو جونز الصناعي .
في 4 أغسطس 2015، أعلنت الشركة أن آلان شنيتزر سيخلف جاي فيشمان في منصب الرئيس التنفيذي اعتبارًا من 1 ديسمبر 2015.
في 4 أغسطس 2017، أكملت شركة ذا ترافيلرز كومبانيز عملية الاستحواذ التي أعلنت عنها مسبقًا على شركة سيمبلي بيزنس ، وهي شركة رائدة في تقديم سياسات التأمين للشركات الصغيرة في المملكة المتحدة.
في 15 أغسطس 2018، استحوذت شركة ذا ترافيلرز كومبانيز على حصة الأغلبية في زينشورانس، وهي شركة وساطة تأمين الأعمال الرقمية في كندا.

## نموذج الأعمال والمنتجات
توفر شركة ترافيلرز منتجات وخدمات التأمين على الممتلكات الشخصية والتجارية والحوادث للشركات والوحدات الحكومية والجمعيات والأفراد. تقدم الشركة التأمين من خلال ثلاثة قطاعات:
- التأمين الشخصي ، والذي يشمل التأمين على المنزل والسيارة ومنتجات التأمين الأخرى للأفراد
- تأمين الأعمال ، والذي يشمل مجموعة واسعة من تأمين الممتلكات والأضرار والخدمات المرتبطة بالتأمين في الولايات المتحدة
- تأمين السندات والتأمين المتخصص ، والذي يشمل أعمال الكفالة والجرائم والمسؤولية المالية والتي تستخدم في المقام الأول عمليات الاكتتاب القائمة على الائتمان، بالإضافة إلى منتجات الممتلكات والحوادث التي يتم تسويقها بشكل أساسي على أساس دولي.

## الممارسات المناهضة للمنافسة المزعومة
في يناير 2007، وافقت شركة ذا ترافيلرز كومبانيز على دفع 77 مليون دولار أمريكي لست ولايات لتسوية دعوى قضائية جماعية وإنهاء التحقيقات في ممارساتها التأمينية. تضمنت التهم دفع عمولات مشروطة لشركة مارش آند ماكلينان للتأمين للفوز بأعمال تجارية دون علم العملاء، مما أدى إلى خلق تضارب في المصالح. بالإضافة إلى ذلك، فحص التحقيق ما إذا كانت شركة ذا ترافيلرز كومبانيز قد خلقت وهم المنافسة من خلال تقديم عروض وهمية ،  وبالتالي تضليل العملاء للاعتقاد بأنهم كانوا يتلقون أقساطًا تجارية تنافسية.

## دعوى قضائية ضد الدوري الوطني لكرة القدم
في أغسطس 2012، رفعت شركة ترافيلرز دعوى قضائية ضد دوري كرة القدم الوطني لإجبار الشركة والشركات التابعة لها على الدفع للدفاع عن الدوري لفشله في حماية اللاعبين من إصابات الدماغ ، في قضية تم رفعها في المحكمة العليا لولاية نيويورك . لقد رفعت الرابطة دعاوى قضائية ضد أكثر من ثلاثين شركة تأمين في الأسبوع السابق في محاولة لتغطية المطالبات التي قدمها اللاعبون ضد الرابطة.

## دعاية الشركة

تم استخدام شعار سانت. باول ترافيلرز حتى فبراير 2007

تم إنشاء شعار المظلة الحمراء في عام 1870 عندما ظهر في إعلان صحفي لشركة تأمين. تم إحياؤها في أوائل الستينيات، عندما تم منحها لونها الأحمر المميز من قبل هاري دبليو كنيتل، المدير التنفيذي لشركة ذا ترافيلرز ونائب الرئيس في وكالة الإعلان تشارلز برونيل. في أواخر الستينيات، كانت شركة تشارلز برونيل أكبر وكالة إعلانات في هارتفورد، وهي المدينة المعروفة باسم "عاصمة التأمين في العالم" أو "هوليوود التأمين" أو "خزانة الملفات الأمريكية" نظرًا لكثرة شركات التأمين في تلك المدينة. كانت شركة ذا ترافيلرز واحدة من العديد من عملاء شركات التأمين.[بحاجة لمصدر أفضل]
في عام 2006، تم ترشيح إعلان تجاري لشركة ذا ترافيلرز بعنوان سنو بول لجائزة إيمي. يظهر في فيلم "كرة الثلج" رجل يسير على رصيف شديد الانحدار في سان فرانسيسكو ، فيتعثر ويسقط طاولة مليئة بالأشياء في أحد مبيعات المرآب. يتدحرج الرجل والأشياء على طول الشارع، ليشكلا كرة تتجمع فيها علب القمامة، والمشاة، ومواد البناء، والدراجات النارية، وأعمدة الإنارة، وغيرها من الأشياء، بطريقة تذكرنا كثيرًا بتأثير "كرة الثلج" أو لعبة الفيديو الشهيرة كاتاماري داماسي . قال مبتكرو الإعلان إنه كان يعتمد ببساطة على تأثير كرة الثلج ، وأنهم لم يسمعوا عن اللعبة من قبل، وفوجئوا بالتشابه الناتج.
في عام 2007، حصلت الشركة على حقوق تسمية حدث جولف سنوي يُطلق عليه بطولة بطولة ترافيلرز للجولف، والتي كانت تُعرف سابقًا باسم بطولة هارتفورد الكبرى المفتوحة ، في جولة رابطة لاعبي الغولف المحترفين .
في أبريل 2008، قامت شركة ذا ترافيلرز كومبانيز بإعادة شراء حقوق المظلة الحمراء الشهيرة، والتي ظهرت في العديد من الإعلانات التجارية بطولة بول فريمان بالإضافة إلى إعلانات أخرى. في يوليو 2008، تم ترشيح الإعلان التلفزيوني "دليفري"، والذي قام ببطولته أيضًا فريمان، لجائزة إيمي برايم تايم لأفضل إعلان تجاري .

## المديرين التنفيذيين الحاليين والسابقين
- إدوارد بود، رئيس مجلس الإدارة والرئيس التنفيذي السابق لشركة ترافيلرز [58][59]
- روبرت آي ليب ، الرئيس التنفيذي السابق لشركة ترافيلرز [60][61][62]
- جو بلاميري ، نائب رئيس مجلس إدارة شركة ترافيلرز السابق، ورئيس مجلس الإدارة والرئيس التنفيذي السابق لشركة ويليس جروب هولدينجز ، ومالك ترينتون ثاندر [63][64][65]
- ساندي ويل ، رئيس مجلس الإدارة والرئيس التنفيذي السابق لشركة ترافيلرز [66][67]
- جاي إس فيشمان ، رئيس مجلس الإدارة والرئيس التنفيذي السابق لشركة ترافيلرز [68]
- ليزا كابوتو ، رئيسة قسم التسويق والاتصالات الحالية، السكرتيرة الصحفية السابقة لهيلاري كلينتون
- آلان شنيتزر ، الرئيس التنفيذي الحالي